# San Martín (departement van Mendoza)
San Martín (Mendoza) is een departement in de Argentijnse provincie Mendoza. Het departement (Spaans:  departamento) heeft een oppervlakte van 1.504 km² en telt 108.448 inwoners.

## Plaatsen in departement San Martín
- Alto Salvador
- Alto Verde
- Buen Orden
- Chapanay
- Chivilcoy
- El Central
- El Divisadero
- El Espino
- El Ramblón
- Las Chimbas
- Montecaseros
- Nueva California
- Palmira
- San Martín
- Tres Porteñas